# L'Idole du village
Pour plus de détails, voir Fiche technique et Distribution.
L'Idole du village (A Small Town Idol) est un film muet américain en noir et blanc produit par Mack Sennett, réalisé par Mack Sennett et Erle C. Kenton et sorti en 1921.
C'est le film ayant le plus gros budget parmi ceux qu'a produit Sennett, qui a mis un an à le réaliser. Le film est considéré comme faisant partie de ses meilleures réalisations.

## Synopsis
Sam Smith est fiancé à la plus jolie fille du village, mais il se retrouve accusé de vol et est expulsé. Il se retrouve à Los Angeles où il réussit en tant qu'acteur dans un studio de cinéma, puis revient à son village, riche et célèbre.

## Fiche technique
- Titre original : A Small Town Idol
- Réalisation : Mack Sennett et Erle C. Kenton
- Scénario : John Grey, Raymond Griffith, Mack Sennett, Gene Towne, John A. Waldron
- Producteur : Mack Sennett
- Production : Associated First National
- Lieu de tournage :  Mack Sennett Studios, Los Angeles
- Photographie : Ernie Crockett, Perry Evans, J.R. Lockwood
- Montage : Allen McNeil
- Noir et blanc, muet
- Genre : comédie romantique
- Durée : 70 minutes (7 bobines)
- Dates de sortie: 
  - États-Unis :13 février 1921
  - France :27 juin 1924

## Distribution
- Ben Turpin : Sam Smith

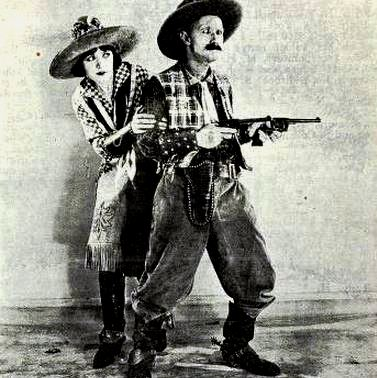
Marie Prevost et Ben Turpin.

- James Finlayson : J. Wellington Jones
- Phyllis Haver : Mary Brown
- Bert Roach : Martin Brown
- Charles Murray : Sheriff Sparks
- Marie Prevost : Marcelle Mansfield
- Dot Farley : Mrs. Smith
- Eddie Gribbon : chef des bandits
- Kalla Pasha : rival du chef des bandits
- Billy Bevan : Directeur
- George O'Hara : cameraman
- Louise Fazenda : Theatregoer
- Lige Conley : Minister

## Galerie

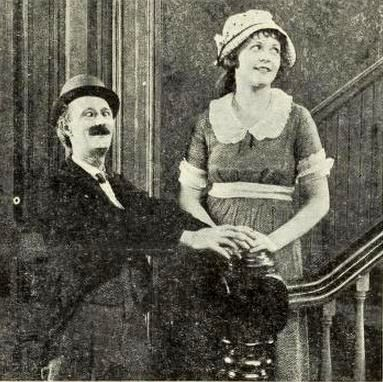
Ben Turpin et Phyllis Haver
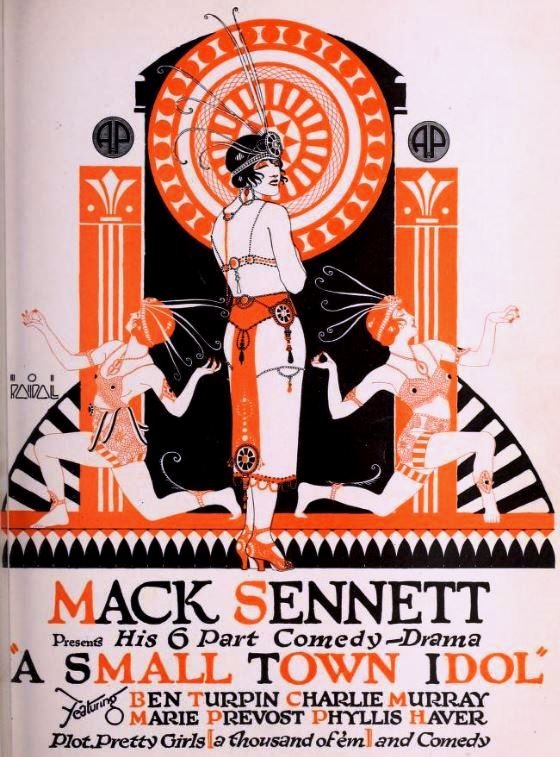
Publicité pour le film
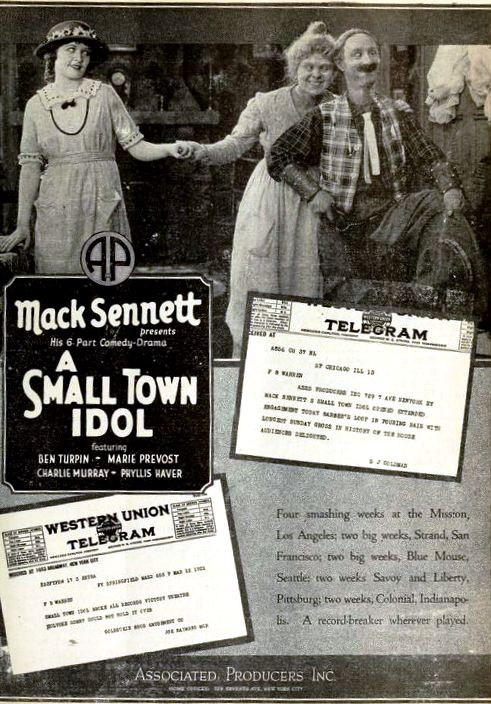
Publicité pour le film
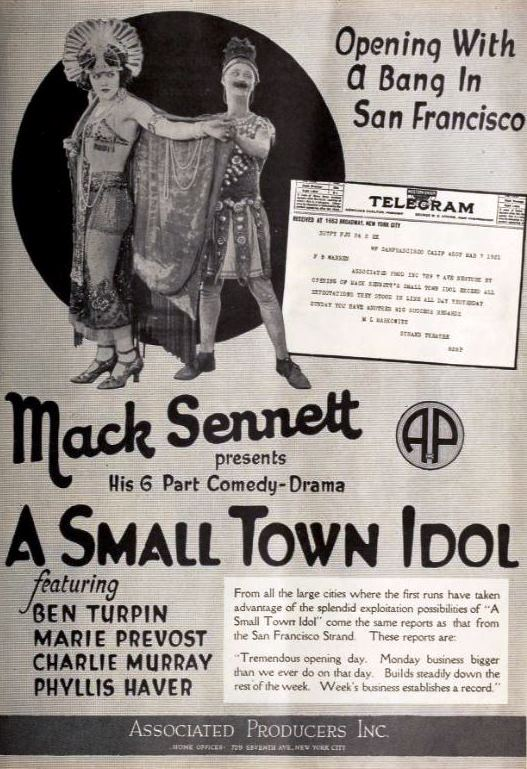
Publicité pour le film
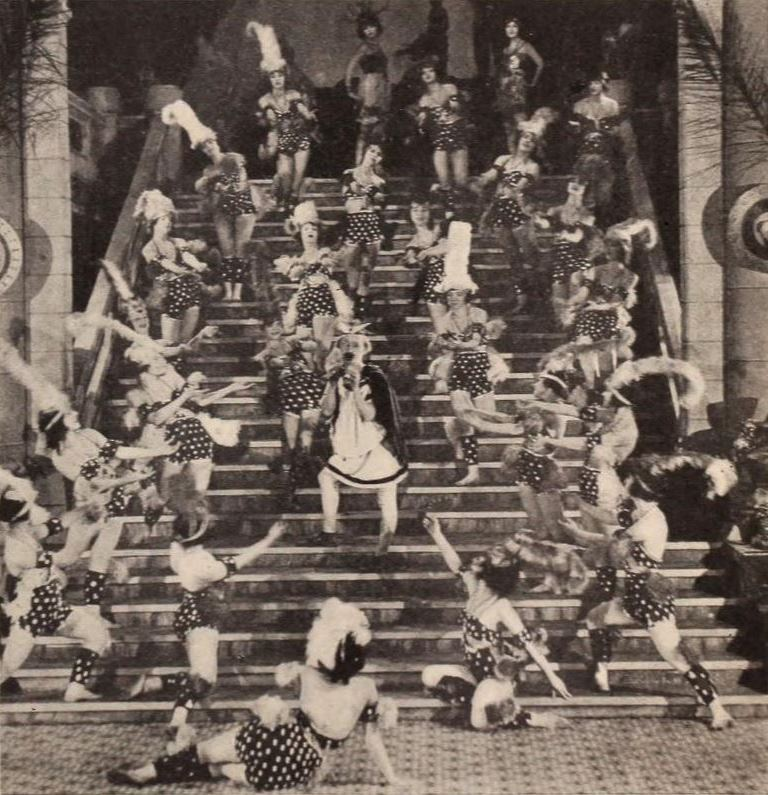
Scène du film